# 台湾款冬
台湾款冬（学名：Petasites formosanus），又名山菊、台灣蜂斗菜，为菊科款冬属下的一个种。又稱台灣蜂斗菜，台灣固有植物，生長北部及中部海拔 1,500~2,700 公尺的山區。
其种加词“formosanus”意为“台湾的”。